# 長景市 (華盛頓州)
長景市（英文：Longview）位於美國華盛頓州考利茨郡，是華盛頓州長景都會區的主要都市，涵蓋整個考利茨郡。2010年美國人口普查時人口為36,648人，是考利茨郡最大的城市。本市位於華盛頓州的西南部，考利茨郡和哥倫比亞河的交接處。長景市在東邊與凱爾索（郡治）接壤。

## 姐妹市
長景市有兩個姊妹市：
- 日本和光市
- 菲律賓曼達維市

## 資料來源
1. ↑  . United States Census Bureau.   [2012-12-19]. （原始内容存档于2012-07-14）.
2. ↑  . United States Census Bureau.   [2013-06-01]. （原始内容存档于2013-06-17）.
3. ↑  . United States Census Bureau.   [January 31, 2008].
4. ↑  . United States Geological Survey. October 25, 2007  [January 31, 2008].
5. ↑  . Washington Lieutenant Governor's Office. （原始内容存档于2013-08-18）.
6. ↑  . WCity of Longview.   [2012-07-06]. （原始内容存档于2012-02-22）.
7. ↑   （页面存档备份，存于） -Sister city

## 外部連結
- （英文） 華盛頓州長景市（官方網站） （页面存档备份，存于）
- （英文） 長景市歷史 （页面存档备份，存于）